# Placówka Straży Granicznej I linii „Bobrowa”
Placówka Straży Granicznej I linii „Bobrowa” – jednostka organizacyjna Straży Granicznej pełniąca służbę ochronną na granicy polsko-niemieckiej w okresie międzywojennym.

## Geneza
Na wniosek Ministerstwa Skarbu, uchwałą z 10 marca 1920 roku, powołano do życia Straż Celną. Od połowy 1921 roku jednostki Straży Celnej rozpoczęły przejmowanie odcinków granicy od pododdziałów Batalionów Celnych. W 1921 roku w Praszce stacjonował sztab 4 kompanii 4 batalionu celnego. 4 kompania celna jedną ze swoich placówek wystawiła w Bobrowej. Proces tworzenia Straży Celnej trwał do końca 1922 roku. Placówka Straży Celnej „Bobrowa” weszła w podporządkowanie komisariatu Straży Celnej „Jelonki” z Inspektoratu SC „Praszka”.

## Formowanie i zmiany organizacyjne
Rozporządzeniem Prezydenta Rzeczypospolitej Polskiej Ignacego Mościckiego z 22 marca 1928 roku, do ochrony północnej, zachodniej i południowej granicy państwa, a w szczególności do ich ochrony celnej, powoływano z dniem 2 kwietnia 1928 roku  Straż Graniczną.
Rozkazem nr 11 z 9 stycznia 1930 roku reorganizacji Wielkopolskiego Inspektoratu Okręgowego komendant Straży Granicznej płk Jan Jur-Gorzechowski ustalił nową organizację komisariatu SG „Jaworzno” i przeniósł jego siedzibę do Rudnik. 
Rozkazem nr 3/31 zastępcy komendanta Straży Granicznej płk Emila Czaplińskiego z 5 sierpnia 1931 roku podplacówkę Bobrowo przemianowano na placówkę I linii komisariatu SG „Rudniki”.
Rozkazem nr 4 z 17 grudnia 1934 roku  w sprawach [...] zarządzeń organizacyjnych i zmian budżetowych, komendant Straży Granicznej płk Jan Jur-Gorzechowski wyłączył placówki I linii „Bobrowa” i  „Starokrzepice” z komisariatu Straży Granicznej „Rudniki” i przydzielił do komisariatu Straży Granicznej „Panki”.
Z dniem 21 lutego 1935 roku zniesiono placówkę Straży Granicznej I linii „Bobrowa”. Teren rozformowanej placówki przekazano do komisariatu Rudniki IG „Wieluń”.

## Służba graniczna
Sąsiednie placówki
- placówka Straży Granicznej I linii „Pieńki” ⇔ placówka Straży Granicznej I linii „Starokrzepice” − 1932[11]

## Kierownicy/dowódcy placówki
| stopień          | imię i nazwisko    | okres pełnienia służby | kolejne stanowisko                   |
| ---------------- | ------------------ | ---------------------- | ------------------------------------ |
| starszy strażnik | Czesław Malanowski | –7 IX 1932             |                                      |
| starszy strażnik | Paweł Langer       | 7 IX 1932 –            |                                      |
| starszy strażnik | Józef Żórawski     | –II 1935               | kierownik posterunku SG „Truskolasy” |